# Eumerus coeruleus
Eumerus coeruleus är en tvåvingeart som först beskrevs av Becker 1913.  Eumerus coeruleus ingår i släktet månblomflugor, och familjen blomflugor.
Artens utbredningsområde är Iran. Inga underarter finns listade i Catalogue of Life.